# Prost AP04
A Prost AP04 egy Formula–1-es versenyautó, amelyet a Prost Grand Prix csapat tervezett és versenyeztetett a 2001-es Formula–1 világbajnokság. Ez volt a csapat utolsó autója, amellyel versenyeztek, mégpedig öt különböző pilótával: Jean Alesi, Heinz-Harald Frentzen, Gastón Mazzacane, Luciano Burti és Tomáš Enge is vezette.

## Áttekintés
A csapat számára a szezon előtti időszak küszködés volt, Alain Prost próbálta valahogy egyben tartani azt. A katasztrofális 2000-es idény után úgy tűnt, hogy jobb idők köszönhetnek rájuk, mert a Diniz család részesedést szerzett bennük és hozták magukkal a Parmalatot, mint szponzort. Sikerült megszerezniük a Ferrari előző évi erőforrásait is, amelyeket a főszponzoruk miatt Acer névre címkéztek át. Miután a Michelin visszatért a Formula–1-be, a Prost egyike volt azon istállóknak, amelyek nyomban le is szerződtek velük. Az autót Alesi vezethette a téli teszteken, és nem tűnt a helyzetük rossznak.
A szezon indulásával azonban kiderült, hogy a csapat továbbra is az alsóház tagja maradt, és hogy feltehetőleg egy szándékosan, szabályellenesen könnyűre épített autóval köröztek a teszteken, csak azért, hogy felkeltsék a szponzorok figyelmét. Mindenesetre jóval megbízhatóbb volt, mint az előző évi AP03-as modell: Alesi azon a tizenkét versenyen, amit a csapattal töltött, mindegyiken célba is ért (habár az európai nagydíjon a futam végén kipördült és kiesett, de rangsorolták), és ő szerezte a csapat az évi összes, szám szerint négy pontját. Csakhogy a viszonya megromlott Aiain Prosttal, ezért távozni kényszerült, és lényegében helyet cserélt a Jordan csapatnál kegyvesztetté vált Heinz-Harald Frentzennel. Frentzen nem tudott pontokat szerezni, legjobb eredménye a változó körülmények közt zajló belga nagydíj időmérő edzésén szerzett negyedik helye volt, amit a rajtnál azonnal el is dobott, mert beragadt a rajtrácson.
A második számú pilóta személye a csapatnál még képlékenyebb volt. Az idényt Mazzacane-nal kezdték meg, akitől négy futam után, a csapnivaló eredményei miatt megváltak. A helyére azt a Luciano Burtit ültették be, akitől éppen megvált a Jaguar csapat. Burti gyors versenyző volt, de két balesetet is okozott, amiben totálkárosra törte a kasztniját. Az első eset a német nagydíjon történt, ahol közvetlenül a rajt után repült az autója a levegőbe és csapódott a gumifalba. A második balesete a belga nagydíjon történt, ahol iszonyatosan nagy, 110g-s erőhatás érte, miután egy Eddie Irvine-nal történt koccanás után leszakadt az autója első szárnya és belerohant a gumifalba. Súlyos sérülései miatt Formula–1-es pályafutása véget is ért. A helyére a cseh Tomáš Enge ülhetett be, aki szintén gyors versenyző volt, de Japánban ő is totálkárosra tört egy autót.
A szezon végével a Prost csapat sorsa megpecsételődött. A Diniz család kihátrált mögülük, így elfogyott a pénz, és nem sikerült új befektetőt sem találniuk, ezért jókora adóssággal a hátuk mögött végül megszűntek.

## Az autó utóélete
Az autókat és a csapat maradványait egy Charles Nickerson nevű befektető vásárolta meg, Phoenix Finance nevű cégén keresztül. Nickerson azt tervezte, hogy Tom Walkinshaw segítségével benevez a 2002-es bajnoki küzdelmekbe, és ehhez az 1998-ban gyártott, addigra már erősen elavult Arrows-motorokat fogják használni az AP04-esekben. Paul Stoddart is lciitált a Prost vagyontárgyaira, hogy megszerezze azokat saját csapata, a Minardi számára, de alulmaradt.
Az újonnan verbuvált csapat megszerezte Mazzacane-t és Tarso Marques-t pilótaként, és Phoenix néven terveztek indulni. Mivel a projekt nem volt kész, ezért azt tervezték, hogy majd a második, maláj futamon vesznek először részt - csakhogy az FIA közölte velük, hogy a Prost csapat nevezési jogát egyrészt nem vették meg, másrészt nem fizették ki az új csapatok részére kötelezően előírt összeget sem. A Phoenix pert indított, de elbukta azt, így a Prost csapat minden nyoma eltűnt a Formula–1-ből.

## Eredmények
| Év   | Csapat     | Motor                  | Gumik | Pilóták   | 1   | 2   | 3   | 4   | 5   | 6   | 7   | 8   | 9   | 10  | 11  | 12  | 13  | 14  | 15  | 16  | 17  | Pontok | Helyezés |
| ---- | ---------- | ---------------------- | ----- | --------- | --- | --- | --- | --- | --- | --- | --- | --- | --- | --- | --- | --- | --- | --- | --- | --- | --- | ------ | -------- |
| 2001 | Prost Acer | Acer 01A (Ferrari 049) | M     |           | AUS | MAL | BRA | SMR | ESP | AUT | MON | CAN | EUR | FRA | GBR | GER | HUN | BEL | ITA | USA | JPN | 4      | 9.       |
| 2001 | Prost Acer | Acer 01A (Ferrari 049) | M     | Alesi     | 9   | 9   | 8   | 9   | 10  | 10  | 6   | 5   | 15† | 12  | 11  | 6   |     |     |     |     |     | 4      | 9.       |
| 2001 | Prost Acer | Acer 01A (Ferrari 049) | M     | Frentzen  |     |     |     |     |     |     |     |     |     |     |     |     | KI  | 9   | KI  | 10  | 12  | 4      | 9.       |
| 2001 | Prost Acer | Acer 01A (Ferrari 049) | M     | Mazzacane | KI  | 12  | KI  | KI  |     |     |     |     |     |     |     |     |     |     |     |     |     | 4      | 9.       |
| 2001 | Prost Acer | Acer 01A (Ferrari 049) | M     | Burti     |     |     |     |     | 11  | 11  | KI  | 8   | 12  | 10  | KI  | KI  | KI  | NI  |     |     |     | 4      | 9.       |
| 2001 | Prost Acer | Acer 01A (Ferrari 049) | M     | Enge      |     |     |     |     |     |     |     |     |     |     |     |     |     |     | 12  | 14  | KI  | 4      | 9.       |

† - nem fejezte be a futamot, de rangsorolták, mert teljesítette a versenytáv 90 százalékát